# Joseph Elanga
Joseph Elanga est un footballeur international camerounais (17 sélections) né le 2 mai 1979 à Yaoundé.

## Carrière
- 1995-1997 : Canon Yaoundé ( Cameroun)
- 1997-1998 : Tonnerre Yaoundé ( Cameroun)
- 1998-1999 : PAOK Salonique ( Grèce)
- 1998-2000 : Apollon Kalamarias ( Grèce)
- 2000-2005 : Malmö FF ( Suède)
- 2005-Fév.2010 : Brøndby IF ( Danemark)
- 2008-2009 : → AC Horsens (prêt) ( Danemark)
- fév. 2010-déc. 2010 : Malmö FF ( Suède)